# 윤석헌
윤석헌(尹碩憲, 1948년 10월 30일 ~ )은 대한민국의 제13대 금융감독원장이다.

## 생애
금융경제학자로서 문재인 정부에서 금융행정혁신위원회 위원장을 맡아 삼성전자 이건희 회장 차명계좌에 대한 과징금 부과와 금융 공공기관 노동이사제 도입 권고안 등을 내놓았다. 또한 재벌 때문에 자본시장이 발전하지 못했다며, 대기업 위주의 산업자본이 은행을 소유하지 못하도록 칸막이를 확실하게 쳐야 한다는 소신을 밝혔다. 2018년 5월 4일 최종구 금융위원장에 의해 신임 금융감독원장으로 임명 제청되었다.

## 학력
- 경기고등학교
- 서울대학교 경영학 학사
- 노스웨스턴 대학교 대학원 경영학 박사

## 경력
- 1971년 ~ 1977년 : 한국은행
- 1984년 ~ 1991년 : 캐나다 맥길대학교 경영대학 조교수
- 1992년 ~ 1997년 : 한국금융연구원 선임연구위원
- 1998년 ~ 2010년 : 한림대학교 경영대학 재무금융학과 교수
- 2002년 : 제15대 한국재무학회 회장
- 2005년 7월 ~ 2006년 6월 : 제15대 한국금융학회 회장
- 2010년 ~ 2016년 : 숭실대학교 금융학부 교수
- 2010년 3월 : 제2기 국민경제자문회의 위원
- 2010년 4월 : 금융위원회 금융발전심의회 위원장
- 2016년 : 서울대학교 경영대학 객원교수
- 2017년 8월 : 금융행정혁신위원회 위원장
- 2017년 11월 : 금융위원회 금융발전심의회 위원장
- 2018년 5월 ~ 2021년 5월 : 제13대 금융감독원 원장